# Stormkök
Stormkök är en portabel kokutrustning för mat och dryck med en brinnande låga som inte slocknar vid hård vind. Stormkök används främst vid friluftsliv och tillverkas i lätta material för ökad bärbarhet, oftast i aluminium, duossal eller titan.
Stormkök består traditionellt av flera delar som kan sättas upp för matlagning eller packas ihop för transport, vanligen en underplattform, en överplattform, och en brännare för att värma maten, samt ytterligare utrustning och kokkärl beroende på modell. Underplattformen håller brännaren över marken, medan överplattformen håller kokkärl över brännaren. Det finns flera olika typer av brännare. Några vanliga typer av bränslen är teknisk sprit, gasol och flerbränslekök med en så kallad multifuelbrännare där man förbränner petroleumbaserade vätskor som bensin, fotogen eller diesel.
Vanligt förekommande stormkök i Sverige och Finland kommer bland annat från företagen Trangia, Primus och MSR. Stormköket blev årets julklapp i Sverige 2020.

## Namn

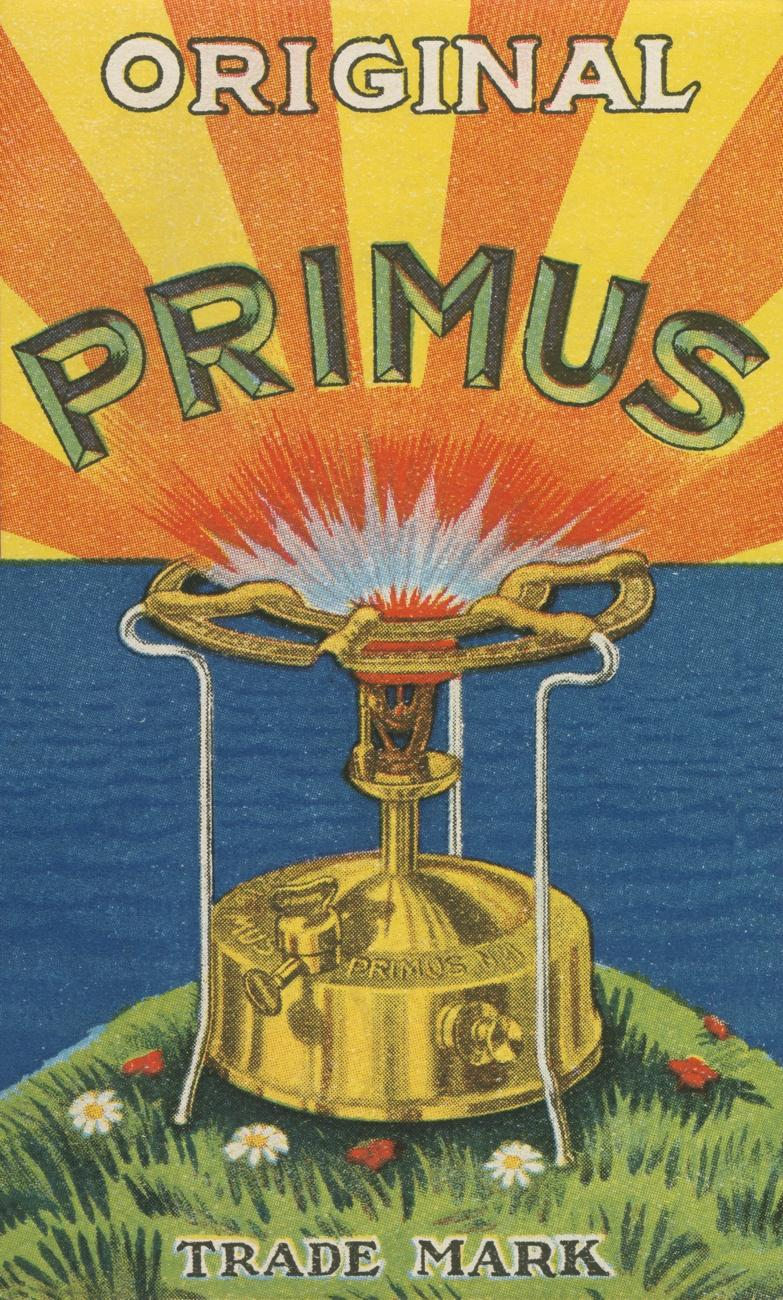
Primusaffisch från 1921 föreställande ett fotogenkök.

Stormkök går under flera olika typer av namn, en del mer formella än andra. En del namn anspelar på kökets användningsområde, medan andra anspelar på dess utformning, till exempel dess bränsle. Exempel är: friluftskök, fritidskök, fältkök, campingkök (namn används även som samlingsnamn för alla kök menade för camping, se Campingkök), Trangiakök (efter en av tillverkarna), trekkingkök, expeditionskök (specifikt gällande stormkök med multifuelbrännare), spritkök, gaskök, gasolkök, eller snuskburk (efter militärens Kokkärl m/40 som hade smeknamnet snuskburken).

## Historia
Trangiaköket skapades 1951 och det är ungefär samtidigt som ordet stormkök dyker upp i svenska dagstidningar. Portabel kokutrustningar med brinnande låga är däremot mycket äldre och de mer lättburna som även ska tåla hårdare väder utvecklades när allt fler började ägna sig åt frilufsliv i slutet av 1800-talet och början av 1900-talet. Stormkök av olika slag har också utvecklats av militären och att Trangiaköket utvecklades snart efter andra världskriget är därför ingen slump. 

## Bränsle
Till det traditionella Trangiaköket används teknisk sprit, etanol (även kallat T-sprit). Ofta är bränslet utblandat med metanol eller vatten för att minska sotningen på kokkärlen. Det finns färdigblandade bränslen avsedda för ändamålet.
Stormkök kan även ha brännare för exempelvis bensin. Då spritbrännare fungerar dåligt i kallt väder kan brännare för bensin eller gasblandningar vara lämpligare för en del turer. Det finns både kök avsedda för ett bränsle och kök där brännaren kan bytas enligt behov.

## Snuskburken
I svenska försvaret kallades de personliga stormköken m/40 respektive m/44 för "snuskburk". Modellen m/40 var tillverkad av rostfritt stål, och den senare m/44 tillverkades i aluminium. Den militära snuskburken kunde vara lackerad i grönt. Begreppet kommer från tidigare modeller av kokkärl utan egen brännare.[källa behövs]

## Stora tillverkare
- Trangia
- Primus
- Optimus
- Mountain Safety Research
- Jetboil

## Bilder

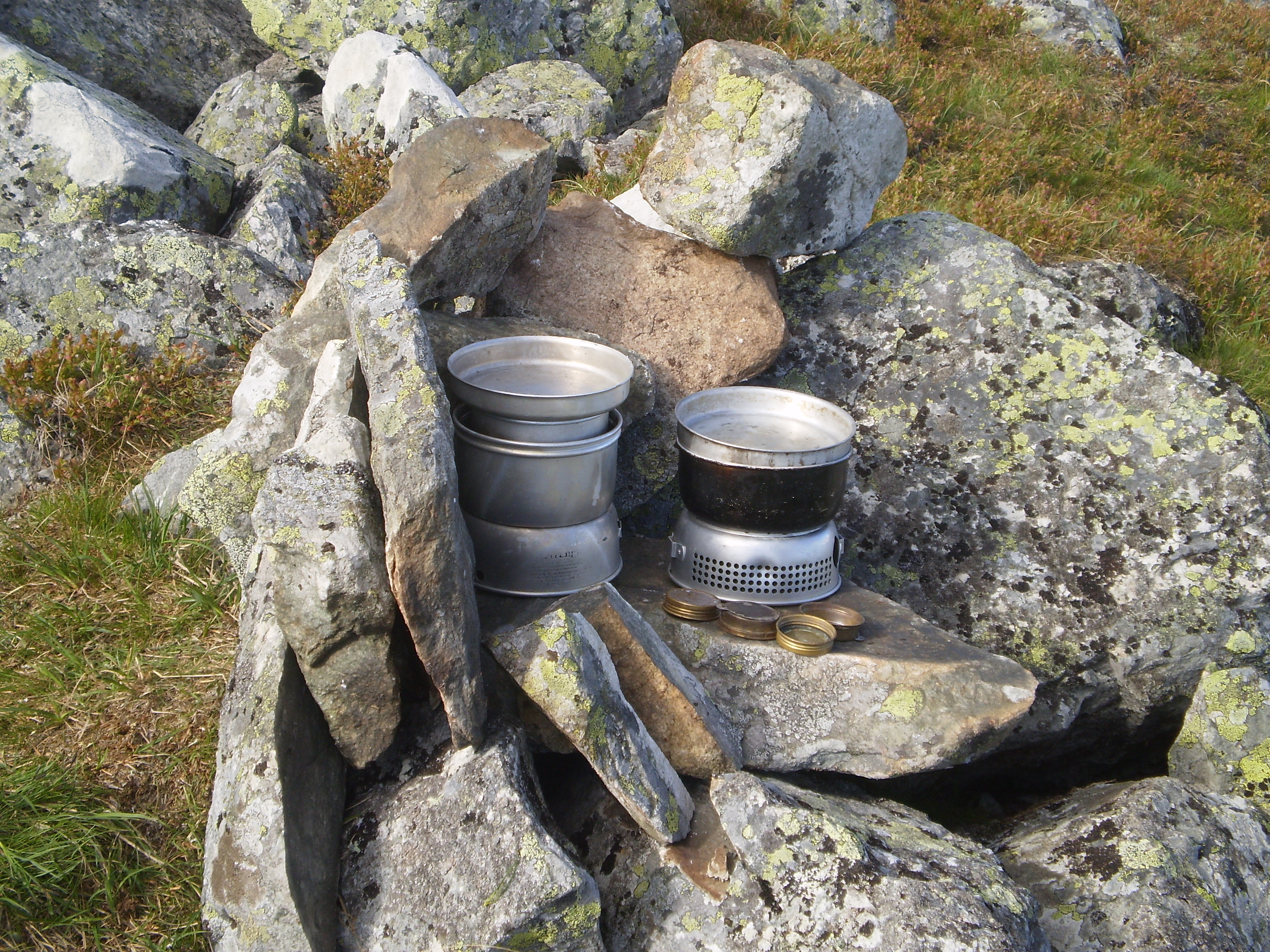
Två Trangiastormkök uppsatta för matlagning.
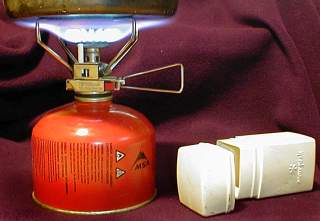
MSR-gasolkök
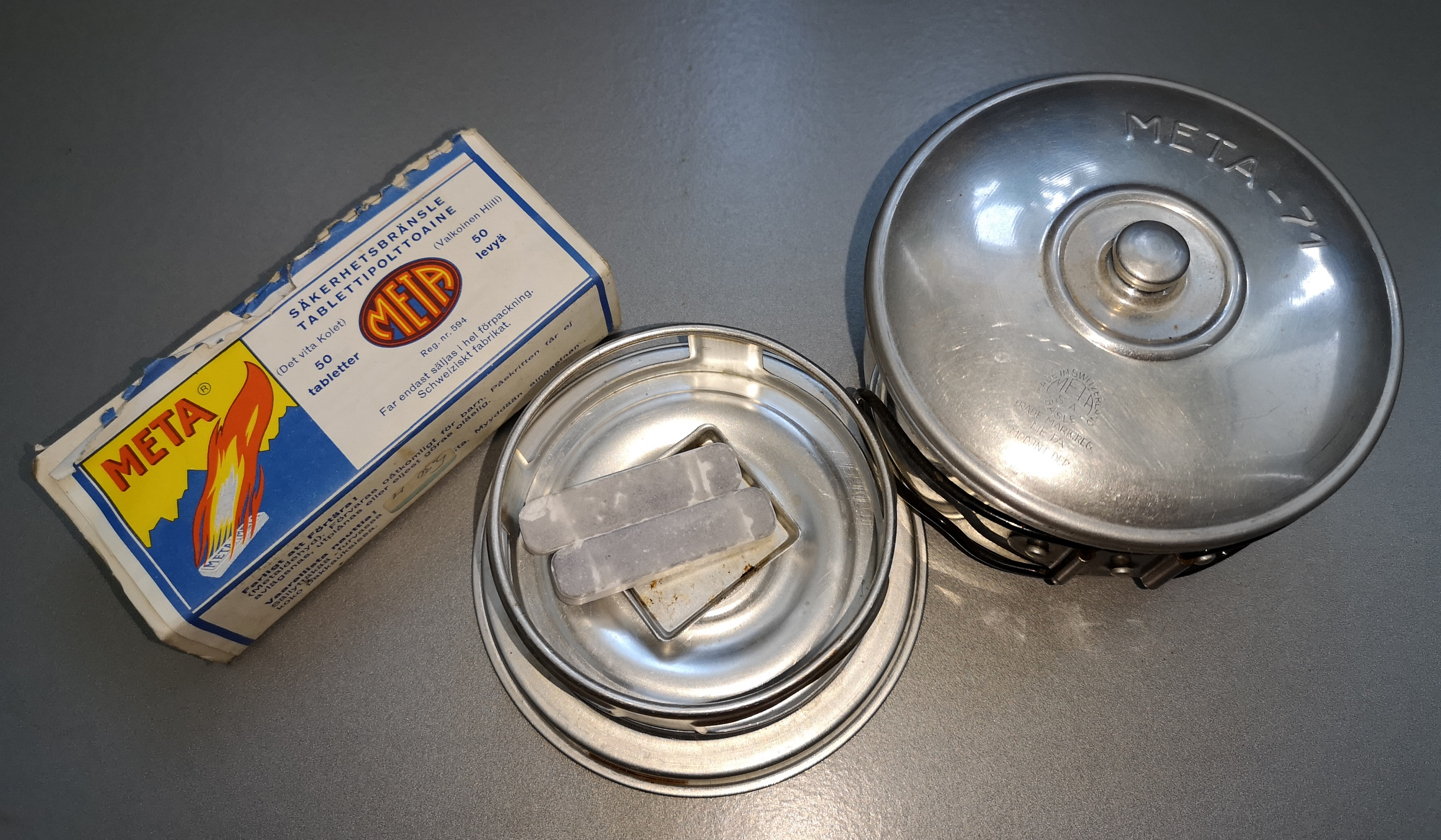
Ett litet stormkök som eldas med Metatabletter. Vid sidan en förpackning Metatabletter.